# Бертрада Прюмская
Бе́ртрада Прю́мская (фр. Bertrade de Prüm) (ок. 670 — после 721) — мать графа Хариберта Лаонского и бабушка Бертрады Лаонской, жены Пипина Короткого, короля франков.

## Биография

### Происхождение
Точное происхождение Бертрады не известно. Однако есть сведения, которые позволили выдвинуть гипотезы о семье, из которой вышла Бертрада. Передача земель аббатству Эхтернах, основанному в 697 году Ирминой (ум. до 710 года), женой пфальцграфа (графа дворца) Гугоберта (ум. 698), косвенно свидетельствует о том, что она приходилась близкой родственницей Ирмине. Дополнительным аргументом в пользу родства Бертрады с Пипинидами служит то, что её внучка Бертрада Лаонская и Пипин Короткий раздельно владели Роммерсхейном и Румбашем, доставшимися им от родителей. На основании этих фактов была выдвинута гипотеза, по которой Бертрада была дочерью Ирмины д’Эран и пфальцграфа Гугобера. Соответственно она приходилась сестрой Плектруде, жены майордома Пипина II Геристальского. Таким образом Роммерсхейн и Румбаш могли быть разделены между Бертрадой и Плектрудой. На основании этой гипотезы была создана классическая генеалогия дома Гугобертидов.
Однако существуют и другие версии. Присутствие имен Хариберт и Тьерри (Теодорих) среди её родственников, а также появление среди Каролингов после брака Пипина Короткого и Бертрады Лаонской имён Людовик (от Хлодвиг) и Лотарь (от Хлотарь), дало основание предполагать родство Бертрады с Меровингами. Также на основании сходства имён было выдвинуто предположение о её ростве с Бертрудой, женой короля Хлотаря II и матерью Дагоберта I. На основании этого в 1975 году была выдвинута гипотеза, по которой Бертрада была дочерью короля Теодориха III и Клотильды Дода, дочери Анзегизеля, сына Арнульфа Мецского, и Бегги Анденской, дочери майордома Пипина I Ланденского. По этой гипотезе родственником Гугоберидов была не Бертрада, а её муж, имя которого не известно.

### Покровительница монастырей
В Анналах королевства франков упомянуто, что Бертрада является как основательница монастыря в Прюме. Это сообщение основано на акте, который датируется 23 июня 720 года. Согласно ему Бертрада для поминания своих умерших сыновей передала в дар земли, на которых был основан Прюмский монастырь. При дарении также присутствовал её сын, Хариберт Лаонский, а также трое других родственников, Бернье, Хродоланда и Тьерри, хотя ряд историков считают этот акт подложным, поскольку он предшествовал образованию монастыря. В том же году Бертрада, также в присутствии сына, передала земли также аббатству Эхтернах.

### Брак и дети
Имя мужа Бертрады не известно. Дети:
- Хардрад (ум. после 720)
- Хариберт (ум. ок. 747), граф Лаона

Также согласно акту 720 года о передачи земель Прюмскому монастырю у Бертрады были другие дети, но их имена не известны.